# Presidente di Zanzibar
Il presidente di Zanzibar (in swahili: Rais wa Zanzibar) è il capo del Governo Rivoluzionario di Zanzibar, governo semi-autonomo all'interno della Tanzania. Il presidente è anche a capo del Consiglio Rivoluzionario di Zanzibar, ovvero una delle due camere del parlamento, i cui membri vengono nominati dal presidente stesso, ed alcuni di essi devono essere selezionati dalla Camera dei Rappresentanti.
L'attuale presidente è Ali Mohamed Shein.
Il presidente è eletto a maggioranza relativa. Il mandato dura 5 anni, e il candidato può essere rieletto solo un'altra volta.

## Storia
A seguito della Rivoluzione di Zanzibar del 1964, Abeid Karume divenne il primo presidente di Zanzibar (nell'allora indipendente Repubblica Popolare di Zanzibar), come leader del Partito Afro-Shirazi.

## Elenco

### Presidente della Repubblica Popolare di Zanzibar (1964)
| # | Nome         | Ritratto | Partito politico     | Elezione                | Mandato inizio  | Mandato fine   | Primo ministro        |
| - | ------------ | -------- | -------------------- | ----------------------- | --------------- | -------------- | --------------------- |
| 1 | Abeid Karume |          | Partito Afro-Shirazi | Rivoluzione di Zanzibar | 12 gennaio 1964 | 26 aprile 1964 | Abdullah Kassim Hanga |

### Presidente del Governo Rivoluzionario di Zanzibar (1964-oggi)
| # | Presidente         | Presidente          | Partito politico     | Elezione                         | Mandato         | Mandato                     | Chief Minister                                                       |
| # | Nome               | Ritratto            | Partito politico     | Elezione                         | Inizio          | Fine                        | Chief Minister                                                       |
| - | ------------------ | ------------------- | -------------------- | -------------------------------- | --------------- | --------------------------- | -------------------------------------------------------------------- |
| 1 | Abeid Karume       |                     | Partito Afro-Shirazi | Unione col Tanganica, 1965, 1970 | 26 aprile 1964  | 7 aprile 1972 (assassinato) | Nessuno                                                              |
| 2 | Aboud Jumbe        |                     | Partito Afro-Shirazi | 1975                             | 7 aprile 1972   | 30 gennaio 1984             | Nessuno (primo mandato)                                              |
| 2 | Aboud Jumbe        | Chama Cha Mapinduzi | 1980                 | Ramadani Baki (secondo mandato)  | 7 aprile 1972   | 30 gennaio 1984             |                                                                      |
| 3 | Ali Hassan Mwinyi  |                     | Chama Cha Mapinduzi  |                                  | 30 gennaio 1984 | 24 ottobre 1985             | Seif Sharif Hamad                                                    |
| 4 | Idris Abdul Wakil  |                     | Chama Cha Mapinduzi  | 1985                             | 24 ottobre 1985 | 25 ottobre 1990             | Seif Sharif Hamad Omar Ali Juma                                      |
| 5 | Salmin Amour       |                     | Chama Cha Mapinduzi  | 1990, 1995                       | 25 ottobre 1990 | 8 novembre 2000             | Omar Ali Juma Mohamed Gharib Bilal                                   |
| 6 | Amani Abeid Karume |                     | Chama Cha Mapinduzi  | 2000, 2005                       | 8 novembre 2000 | 3 novembre 2010             | Mohamed Gharib Bilal Shamsi Vuai Nahodha                             |
| 7 | Ali Mohamed Shein  |                     | Chama Cha Mapinduzi  | 2010, 2015, 2016                 | 3 novembre 2010 | 3 novembre 2020             | Shamsi Vuai Nahodha (primo mandato) Carica abolita (secondo mandato) |
| 8 | Hussein Mwinyi     |                     | Chama Cha Mapinduzi  | 2020                             | 3 novembre 2020 | in carica                   | Carica abolita                                                       |